# البدع الطالعي (حريضة)

تعديل مصدري - تعديل

البدع الطالعي هي إحدى قرى عزلة حريضة بمديرية حريضة التابعة لمحافظة حضرموت، بلغ تعداد سكانها 35 نسمة حسب تعداد اليمن لعام 2004.